# Alexander Khuon
Alexander Khuon (* 10. März 1979 in Freiburg im Breisgau) ist ein deutscher Schauspieler.

## Theater
Alexander Khuon erhielt seine Ausbildung von 1999 bis 2003 an der Hochschule für Musik und Theater „Felix Mendelssohn Bartholdy“ Leipzig. 2001 stand er im Rahmen seines Studiums am Studio des Staatsschauspiels Dresden auf der Bühne. Ab 2003 wurde er am Schauspiel Köln engagiert, wo er unter anderem als Hamlet, Platonov oder Ferdinand (Kabale und Liebe) zu sehen war. Seit Beginn der Spielzeit 2004/2005 ist er festes Ensemblemitglied am Deutschen Theater Berlin. Hier war er u. a. in Jürgen Goschs Inszenierung von Wer hat Angst vor Virginia Woolf? zu sehen. Diese Inszenierung wurde zum Berliner Theatertreffen 2005 eingeladen und Alexander Khuon zum Schauspieler bzw. Nachwuchsschauspieler des Jahres nominiert. Es folgten weitere Arbeiten mit Regisseuren wie Michael Thalheimer, Christian Petzold, Nicolas Stemann, Dimiter Gotscheff, Oliver Reese, Jürgen Gosch u. v. a. Er gastierte mehrere Male bei den Salzburger Festspielen, zuletzt 2009 mit Tschechows Die Möwe, eine Inszenierung, die im selben Jahr auch zum Berliner Theatertreffen eingeladen wurde. Für seine Rolle des Schriftstellers Trigorin wurde er mit dem Gertrud-Eysoldt-Ring ausgezeichnet. 2016 wurde Daniela Löffners Inszenierung von Turgenews Väter und Söhne mit Khuon als Jewgeni Barzarow zum Berliner Theatertreffen eingeladen.

## Film
Auch vor und hinter der Kamera ist Alexander Khuon präsent. Bei dem Kurzfilm PAUL (2000) führte er Regie und schrieb das Drehbuch. 2007 spielte er seine erste Hauptrolle in dem Kinofilm Die Entdeckung der Currywurst nach der gleichnamigen Novelle von Uwe Timm, für die er für den Deutschen Filmpreis als bester Nachwuchsschauspieler auf dem Filmfest München nominiert wurde. Im Jahr 2008 stand er für die ARD-Produktion Mein Leben – Marcel Reich-Ranicki gemeinsam mit Matthias Schweighöfer und Katharina Schüttler vor der Kamera. Es folgte der Kinofilm Lila Lila mit Daniel Brühl (eine Adaption des gleichnamigen Romans von Martin Suter) in der Regie von Alain Gsponer und der Episoden-Film Krankes Haus (Regie: Wolfgang Becker).
Im Jahr 2016 erscheint unter seiner Regie sein zweiter Kurzspielfilm "Der Dicke liebt" nach einer Erzählung von Clemens Meyer mit Ulrich Matthes und Philipp Hauss. Er wurde zum Montréal Filmfestival eingeladen.

## Kritiken
Das Theatermagazin Theater heute veröffentlichte im Februar 2004 ein Porträt über Alexander Khuon mit dem Titel Das Konstanzer Gefühl. Ebenso erschien im September 2004 der längere Artikel Der stille Prinz im Kölner Stadtanzeiger. Die Süddeutsche Zeitung beschreibt ihn als unverschämt souverän. Das Internetmagazin Die Deutsche Bühne Online nennt ihn einen sensiblen, vielschichtigen Menschendarsteller. Seine Leistung in Michael Thalheimers Kölner Inszenierung von Kleists Die Familie Schroffenstein wurde vom Kölner Stadtanzeiger als grandios gewürdigt. Die Kölnische Rundschau beschrieb seine Interpretation des Hamlet als hitzig und depressiv, gefährlich und charismatisch.

## Sprecher
Alexander Khuon hat bereits über 70 Hörspiele, Hörbücher und Features aufgenommen. In den vom RBB produzierten Folgen des ARD Radio Tatorts spricht er den Ermittler Alexander Polanski.

## Familie
Alexander Khuon ist der Sohn von Ulrich Khuon, dem Intendanten des Deutschen Theaters Berlin. Seine Schwester ist die Dramaturgin Nora Khuon.

## Rollenauswahl Theater

### Schauspiel Köln
- William Shakespeare – Hamlet (Hamlet, Regie: Dušan David Pařízek)
- Anton Tschechow – Platonov (Platonov, Dušan David Pařízek)
- Neil LaBute – The Shape of Things (Adam, Dušan David Pařízek)
- Schiller – Kabale und Liebe (Ferdinand, Michael Talke)
- Julien Green – Süden (Eric Mac Clure, K.D. Schmidt)
- Heinrich von Kleist – Die Familie Schroffenstein (Jeronimus, Michael Thalheimer)
- Ingrid Lausund – Das Leben - Ein Hobby (Ingrid Lausund)
- Ingrid Lausund – Benefiz - Auch Ihnen kann geholfen werden (Ingrid Lausund)

### Deutsches Theater Berlin
- Oliver Reese – Goebbels – Mit Texten aus den Tagebüchern von Joseph Goebbels (Oliver Reese)
- Goethe – Clavigo (Clavigo, Martin Pfaff)
- Edward Albee – Wer hat Angst vor Virginia Woolf? (Nick, Jürgen Gosch)
- Robert Musil – Die Verwirrungen des Zöglings Törleß (Törless, Dušan David Parizek)
- Ben Jonson – Volpone (Bonario, Dimiter Gotscheff)
- Jon Fosse – Schlaf (Michael Thalheimer)
- Friedrich Schiller – Don Karlos (Marquis Posa, Nicolas Steman)
- Robert Musil – Der Mann ohne Eigenschaften (Ulrich, Oliver Reese)
- Heiner Müller – Die Hamletmaschine (Dimiter Gotscheff)
- William Shakespeare – Was Ihr Wollt (Orsino, Michael Thalheimer)
- Dejan Dukovski – Das Pulverfass (Dimiter Gotscheff)
- Arthur Schnitzler – Der einsame Weg (Felix, Christian Petzold)
- Anton Tschechow – Die Möwe (Trigorin, Jürgen Gosch)
- Roland Schimmelpfennig – Idomeneus (Jürgen Gosch)
- Joseph Roth – Hiob (Anne Lenk)
- Maxim Gorki – Wassa Schelesnowa (Stephan Kimmig)
- Jean-Paul Sartre – Das Spiel ist aus (Jette Steckel)
- Brian Friel nach Iwan Turgenew – Väter und Söhne (Daniela Löffner)
- Friedrich Schiller – Don Carlos (Don Carlos, Stephan Kimmig)

## Filmografie
- 2003: Schwer verknallt[5]
- 2008: Die Entdeckung der Currywurst
- 2009: Mein Leben – Marcel Reich-Ranicki
- 2009: Krankes Haus
- 2009: Lila, Lila
- 2009: Deutschland 09 – 13 kurze Filme zur Lage der Nation (Dokumentation)
- 2010: Elf Onkel
- 2010: SOKO Wismar (Fernsehserie, Episode 8x15)
- 2011: Wer wenn nicht wir
- 2012: 3 Zimmer/Küche/Bad
- 2013: Ein weites Herz – Schicksalsjahre einer deutschen Familie
- 2013: Vaterfreuden
- 2014: Pärchenabend
- 2014: Josephine Klick – Allein unter Cops (Fernsehserie)
- 2015: Blütenträume
- 2015: Tatort: Blutschuld
- 2015: Was kostet die Liebe? – Ein Großstadtmärchen
- 2017: Schuld nach Ferdinand von Schirach (2. Staffel)
- 2017: You are Wanted
- 2017: Verliebt in Masuren
- 2018: Die Toten vom Bodensee – Die vierte Frau
- 2019: Rate Your Date
- 2019: Kommissarin Heller – Herzversagen
- 2019: Reiterhof Wildenstein – Die Pferdeflüsterin
- 2019: Reiterhof Wildenstein – Kampf um Jacomo
- 2019: Und der Zukunft zugewandt
- seit 2019: Frau Jordan stellt gleich (Fernsehserie)
- 2019: Lara
- 2021: Nö
- 2022: Das Quartett: Dunkle Helden (Fernsehreihe)
- 2022: Das Haus der Träume (Fernsehserie, 2 Folgen)
- 2024: Großstadtförsterin – Berliner Besonderheiten
- 2025: Ghosts (Fernsehserie)

## Hörspiele und Features
- 2005: Friedrich Wilhelm Murnau/Bram Stoker: Nosferatu – Der doppelte Vampir (Jonathan Hutter)  – Regie: Klaus Buhlert (Hörspiel – DLR)
- 2006: Michel Vinaver: King – Regie: Ulrich Gerhardt – (Hörspiel – DKultur)
- 2008: Helmut Berschin: Hesitationsphänomene – Oder: Die deutsche ÄH-Klasse – Regie: Klaus-Michael Klingsporn (Feature – DKultur)
- 2009: Jean-Claude Kuner: Ich muss auf einen Sprung weg – Regie: Jean-Claude Kuner (Hörspiel – DKultur)
- 2012: Matthias Käther/André Hatting: Klassiker Reloaded (Hamlet) – Regie: Sven Stricker (Hörspiel – RBB)
- 2013: Stefanie Gerhold: Come Back – Regie: Simona Ryser (Hörspiel – DKultur)
- 2014: Tom Peukert Autsystem (Polanski) – Regie: Nikolai von Koslowski (Radio-Tatort – RBB)
- 2015: Wolfgang Zander: Seltene Erden – Regie: Nikolai von Koslowski (Radio-Tatort #90 – RBB)

## Audiografie
- Kafka Collection – Patmos Verlag
- Friedrich Hölderlin – Argon Verlag
- Die Heine Box – Argon Verlag
- Heine, Die Harzreise – Argon Verlag
- Die Stefan Zweig Box – Argon Verlag
- Jonathan Safran Foer, Extrem Laut Unglaublich Nah – Argon Verlag
- Der Hör-Conrady, Lust auf lauter Lyrik-Patmos Verlag
- Sibylle Berg, Hab ich dir eigentlich schon erzählt... – HörCompany
- Rafik Schami, Eine Hand voller Sterne – BELTZ&Gelberg
- Franz Kafka, Der Process – Patmos Verlag
- Hans Henny Jahnn, Die Nacht aus Blei – Hoffmann und Campe
- Klaus Wagenbach, Kafkas Prag – DAV
- Herzenspoesie – Eichborn Verlag
- Am Weihnachtsabend – Patmos Verlag
- Rainer Maria Rilke, Sonette an Orpheus – Argon Verlag